# Karl Zipf
Karl Eduard Zipf (* 1. Januar 1895 in Oberkirch (Baden); † 22. März 1990 in Mannheim-Neckarau) war ein deutscher Arzt und Pharmakologe.

## Leben
Karl Eduard Zipfs Eltern waren ein Oberkircher, aus Schopfheim stammender Uhrmacher gleichen Namens († 1923) und dessen Frau Luise geb. Geiger. Noch heute (2014) befindet sich in dem vom Vater erworbenen Oberkircher Haus Hauptstraße 47 ein Uhrengeschäft. Ein jüngerer Bruder, Hans Friedrich Zipf, wurde gleichfalls Pharmakologe. Nach Besuch des Gymnasiums in Offenburg studierte Karl Eduard in Straßburg, Würzburg und Heidelberg Medizin. Während seines Studiums wurde er 1914 Mitglied der Straßburger Burschenschaft Arminia, aus der er 1919 jedoch wieder austrat. In Heidelberg wurde er 1921 zum Dr. med. promoviert. Ab 1923 arbeitete er am Pharmakologischen Institut der Ruprecht-Karls-Universität Heidelberg bei Rudolf Gottlieb, ab 1924 am Pharmakologischen Institut der Universität Münster bei Hermann Freund. Dort habilitierte er sich 1926. 1933 wurde er als Nachfolger von Fritz Eichholtz auf den Lehrstuhl für Pharmakologie der Universität Königsberg berufen, den er bis zum Ende des Zweiten Weltkriegs innehatte. Von 1934 bis 1947 war er Mitglied des Vorstandes der Deutschen Pharmakologischen Gesellschaft. Nach dem Krieg arbeitete er zunächst in der Pharmazeutischen Industrie sowie am Deutschen Arzneiprüfungsinstitut in München. 1954 übernahm er den Lehrstuhl für Pharmakologie, Toxikologie und Pharmazie der Tierärztlichen Fakultät der Münchener Ludwig-Maximilians-Universität. Von 1957 bis 1961 war er Dekan seiner Fakultät. 1963 wurde er emeritiert, leitete das Institut aber bis 1970 kommissarisch weiter.

## Forschung
In seiner Heidelberger Zeit untersuchte Zipf kreislaufwirksame Stoffe, darunter das Adenosin, das damals als blutgefäßerweiternde Substanz verwendet wurde. In Königsberg testete er den Antagonismus von Analeptika, zentralnervös erregenden Substanzen, gegenüber Schlaf- und Narkosemitteln wie Hexobarbital. Am brauchbarsten als Gegengift fand er das Pentetrazol oder Cardiazol®. Heute sind die Analeptika obsolet. Kreislaufwirksame Substanzen wie Reserpin und Ajmalin waren wieder Forschungsgegenstand in München.

## Ehrungen
1961 verlieh die Münchener Tierärztliche Fakultät Zipf die Ehrendoktorwürde. Kurz vor seinem 70. Geburtstag erhielt er am 7. Dezember 1964 den Bayerischen Verdienstorden.